# Friedrich Wilhelm Baedeker
Friedrich Wilhelm Baedeker, född 3 augusti 1823 i Witten/Ruhr, död 9 oktober 1906 i Weston-super-Mare, var en tysk evangelist och väckelsepredikant som utbredde helgelserörelsen i Ryssland på 1800-talet.